# 立石村 (福岡県朝倉郡)
立石村（たていしむら）は、福岡県朝倉郡にあった村。現在の朝倉市の一部。

## 地理
筑後川支流・佐田川の下流から中流域の右岸に位置していた。

## 歴史

### 沿革
- 1889年（明治22年）
  - 4月1日 - 町村制の施行により、下座郡小田村、平塚村、小隈村、白鳥村、中寒水村、倉吉村、一木村、来春村、頓田村、古賀村、柿原村、堤村が合併して村制施行し、福田村が発足[1][2]。
  - 10月1日 - 福田村大字一木・頓田・古賀・堤・来春・柿原が分離し下座郡蜷城村大字相窪と合併して村制施行し立石村が発足[1][3]。
- 1896年（明治29年）4月1日 - 郡の統合により朝倉郡に所属[1][4]。
- 1954年（昭和29年）4月1日 - 朝倉郡甘木町、安川村、秋月町、上秋月村、福田村、馬田村、蜷城村、三奈木村、金川村と合併し、甘木市を新設して廃止された[1][3]

### 地名の由来
『和名類聚抄』に記載の立石郷によるものか。

## 産業
主要産業は米、小麦などを主とする農業。